# Коронація слова — 2003

Логотип конкурсу

На конкурс «Коронація слова — 2003» надійшло 923 романи і 604 кіносценарії

## Номінація «Роман»
Лауреати:
- перша премія — Марина Гримич, «Егоїст» та Лариса Денисенко, «Забавки з плоті і крові»
- друга премія — не вручалася
- третя премія — Павло Вольвач, «Кляса»

Дипломанти:
1. Андрій Кокотюха, «Мама, донька, бандюган»
2. Марина Мєднікова, «Терористка»
3. Ігор Козловський, «Теорія тероризму»
4. Анна Хома, «Провина»
5. Іван Підгірний, «Ініціація»
6. Юрій Обжелян, «Останній караван»
7. Олександр Вільчинський, «Суто літературне вбивство»

Заохочувальні призи:
1. Ольга Компанієць, «Обличчя янгола»
2. Григорій Штонь, «Містраль»
3. Олександр Хмельницький, «Старший брат-1»
4. Антоніна Рипунова, «Я не вмію писати правду…»
5. Наталія Очкур, «Містичний вальс»
6. Олександр Шевченко, «Глибинка»

## Номінація «Кіносценарій»
Лауреати:
- перша премія — Олексій Росич, «Останній забій»
- друга премія — Андрій Мушта, «Відь»
- третя премія — Григорій Штонь, «КЛАС»

Дипломанти:
1. Марина Мєднікова, «Смерть олігарха»
2. Андрій Гордєєв, «Комерційне каяття»
3. Богдан Жолдак, «Жетон»
4. Ольга Кузакова, «Легенда про Кия»
5. Володимир Гайдай, «Солона зірочка, або Чумацький шлях»
6. Ольга Самолевська, «Хор»
7. Євген Чвіров, «Пацюкоїд»

Заохочувальні призи:
1. Ігор Козир, «Корабель Кохання»
2. Олена Маляренко, «Мася»
3. Валерій Єрмоленко, «Злочин президента Мебера»
4. Олександр Жовна, «Вдовушка»